# Потсдам
Потсда́м (нім. Potsdam, в-луж. і н-луж. Podstupim) — місто у східній Німеччині з населенням близько 150 000 осіб, столиця федеральної землі Бранденбург. Він розташований на річці Гафель, за 26 км від Берліна, до якого можна добратися на S-Bahn (приміський поїзд). Потсдам розташований на берегах декількох з'єднаних між собою озер. Потсдамський університет знаходиться в цьому місті. Протягом 1949-1990 років був частиною НДР.

## Історія
Потсдам був заснований приблизно в X ст. на місці села Славік балтійськими слов'янами та отримав слов'янську назву «Подступім», або «Позтупімі». Перші згадки відносяться до 993 р., коли імператор Оттон III дарував цю землю Кведлінбурзькому абатству. До 1317 року Потсдам згадувався як маленьке (тепер уже німецьке) місто, поки у 1345 році не отримав статус міста. Однак ще в 1573 році він залишався маленьким торговим містом (2000 жителів); Тридцятилітня війна (1618—1648) знищила приблизно половину міста.
Доля Потсдама драматично змінилася, коли він був обраний мисливською резиденцією Фрідріха-Вільгельма I, принца Бранденбурга, в 1660 році. Також там розміщувалися прусські казарми. Місто згодом стало резиденцією прусської королівської сім'ї. Величні будівлі були головним чином побудовані під час правління Фрідріха Великого.

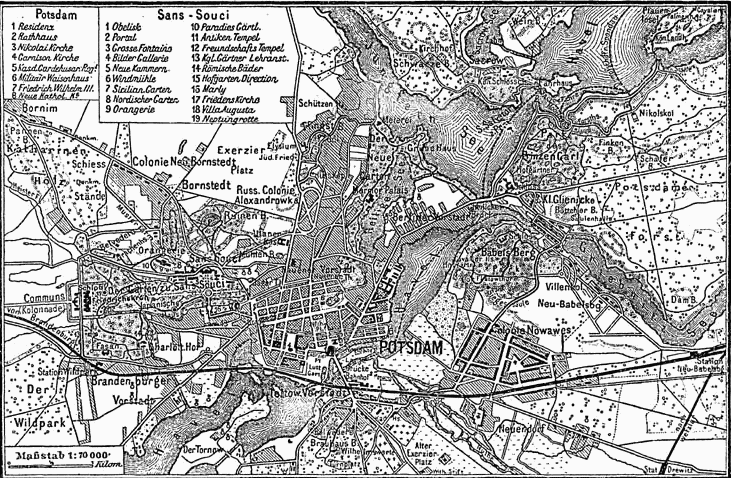
Історична карта Потсдама (1888)

У той час як Берлін був столицею Пруссії, а пізніше і Німецької імперії, суд залишався в сусідньому Потсдамі, також багато урядових чиновників влаштувалися в Потсдамі. Місто втратило статус другої столиці в 1918 р., коли Перша світова війна була закінчена і імператор Вільгельм II був повалений.
Символічний початок епохи Третього Рейху поклало офіційне рукостискання, яким обмінялися президент Пауль фон Гінденбург і новий канцлер Адольф Гітлер 21 березня 1933 року в Потсдамській гарнізонній церкві, що символізувало коаліцію військових (рейхсвер) і нацизму. 14 квітня 1945 центр Потсдаму був знищений англійськими бомбами. Палац Цецилієнгоф був місцем проведення Потсдамської конференції з 17 липня по 2 серпня 1945 року.

### Основні дати

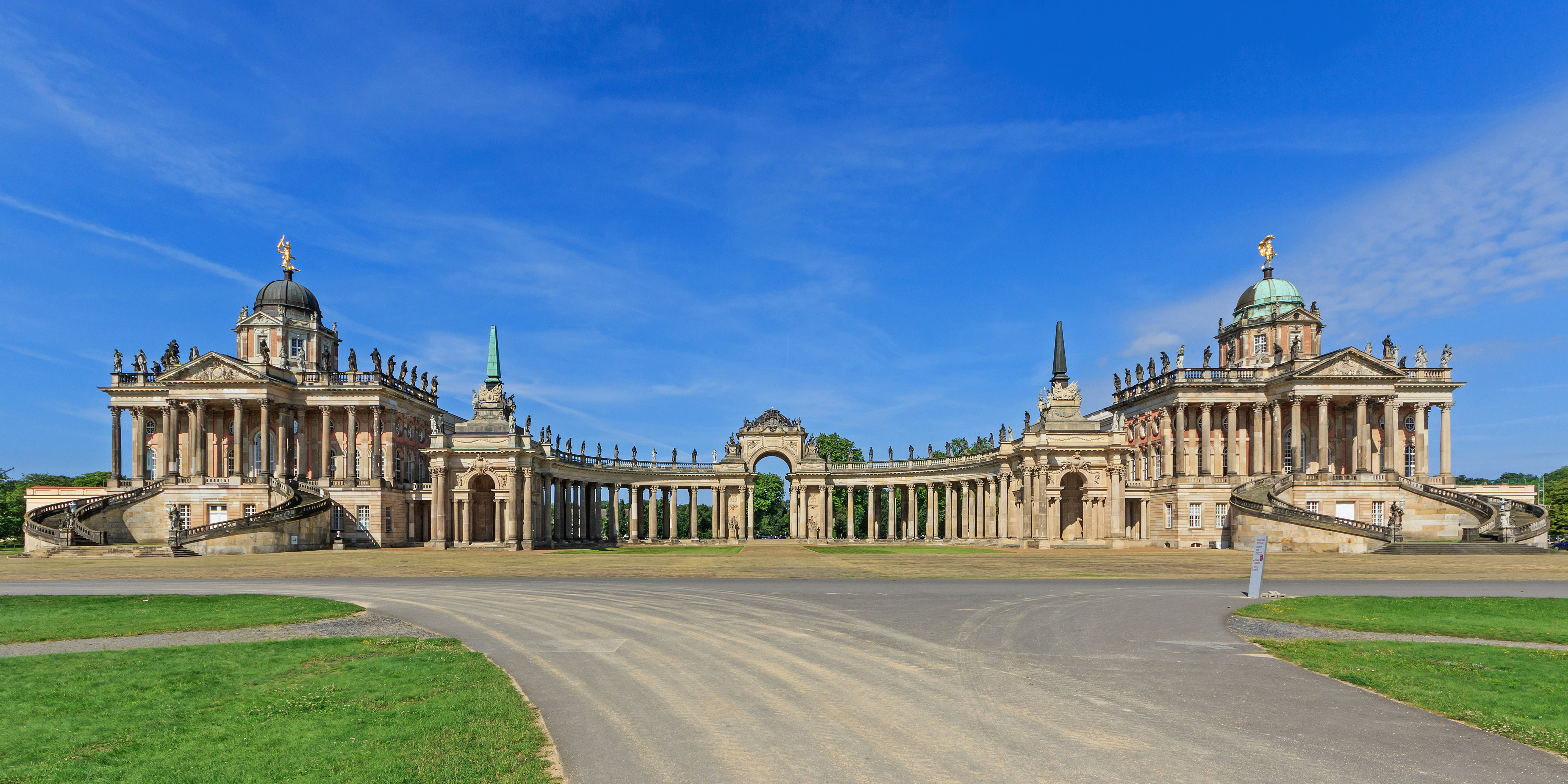
Новий палац Фрідріха Великого.

- 10 000 років до н. е. — перші люди оселилися в лісах Потсдамського Гафельланду.
- 650 років до н. е. — на півострові Закров німецькі поселенці побудували величезний вал із землі і колод — так звані «римські укріплення».
- VIII ст. н. е. — на місці села Славік балтійськими слов'янами засноване місто Подступім.
- 3 липня 993 року Потсдам перший раз згадується письмово. Трирічний імператор «Священної Римської імперії німецького народу» Оттон III подарував документально місце«Poztupimi»(Поцтупімі — під дубами або сходами) своїй тітці абатисі Матильді Кведлінбургській.
- 1416 рік — місто Потсдам стає вотчиною франконського роду Гогенцоллерів в особі Фрідріха IV.
- 1536 рік — під час великої пожежі місто згоріло майже вщент.
- 1618—1648 рр. — під час Тридцятилітньої війни Потсдам був сильно зруйнований. Від голоду й епідемій загинула більша частина населення міста.
- 1640 рік — Великий курфюрст Фрідріх Вільгельм призначив Потсдам своєю резиденцією поряд із Берліном.
- 8 листопада 1685 року — Великий курфюрст Фрідріх Вільгельм видав Потсдамський едикт, у якому запросив у Потсдам французьких гугенотів після скасування Нантського едикту у Франції. На цей заклик Великого курфюрста відгукнулося близько 20 тисяч гугенотів, більшу частину яких складали ремісники. Протестанти з Франції були чудовими зброярами, оптики, механіками з точних робіт, аптекарями, лікарями, кондитерами і творцями органів.
- 1713 рік — зі вступом на посаду «короля-солдата» Фрідріха Вільгельма I настали важкі часи для міста. Потсдам став гарнізонним містом. Король весь підпорядкував для створення сильної армії. Побудоване нове місто і в тому числі голландський квартал.
- 1720 рік — у Потсдамі закінчено будівництво міського каналу.
- 1722 рік — Потсдам був обнесений оборонною стіною.  Новий палац Фрідріха Великого.
- 1744 рік — сином «Короля-солдата», Фрідріхом II Великим був закладений фундамент палацу Сансусі. Всесвітньо відомим Потсдам повинен був зробити і Міський палац. Фрідріх Великий перетворив Потсдам на репрезентативне місто-резиденцію та поруч був збудований млин Сан-Сусі. Творіння того часу визначають і сьогодні вигляд та характер міста. Найзнаменитішими архітекторами того часу були Георг Венцеслаус фон Кнобельсдорф, Карл фон Ґонтард і Георг Християн Унгер.
- 1839 рік — Потсдам з'єднала с Берліном перша прусська залізниця.
- 5 грудня 1848 року — Фрідріх-Вільгельм IV надав Пруссії конституцію, що набрала чинності в січні 1850 року.
- 21 березня 1933 року — у так званий «день Потсдаму» фашисти організували широко розрекламований шовіністичний спектакль. У своїй промові Гітлер привітав заручення колишньої «величі» (Пруссії) з «молодою силою» фашизммом.
- 14 квітня 1945 року — бомбардування Потсдама американцями почалося о 22:42 і закінчилося о 23:16. За цей час із 500 літаків було скинуто 1750 тонн бомб. Бомбометання проходило широкою смугою. Загинуло понад 4000 осіб, у тому числі 1800 осіб, які працювали на примусових роботах, і лише 80 військових. Гарнізонна церква, Міський палац і ще близько 850 будинків перетворилися на руїни, у той час як парки з їх замками залишилися майже неушкодженими.
- 2 травня 1945 року — радянські війська закінчили операцію із захоплення міста. Під час операції загинули приблизно 1200 мирних жителів, близько 1000 солдатів вермахту і близько 500 воїнів радянської армії. Крім того, була зруйнована велика частина центру міста.
- 17 липня — 2 серпня 1945 року у палаці Цецилієнгоф відбулася зустріч лідерів держав-переможниць. На Потсдамській конференції обговорювалося політичне й економічне майбутнє Німеччини.
- 1952 рік — Потсдам втратив функції столиці і став окружним містом. Земля Бранденбург була розділена на три округи — Котбус, Франкфурт-на-Одері та Потсдам.
- 13 серпня 1961 року — почалося будівництво стіни, яка розділила Східний і Західний Берлін. Через безпосередню близькість Потсдама і Берліна всі ці прояви холодної війни були особливо відчутні в місті.
- 1990 рік — були встановлені межі нових земель, і Потсдам знову став столицею землі Бранденбург.
- 1991 рік — на колишньому плаці гарнізону з дзвіниці знову лунає дзвін. У Потсдамі було перепоховано останки Фрідріха Великого і Фрідріха Вільгельма I. ЮНЕСКО оголошує замки й сади Потсдама об'єктами Всесвітньої культурної спадщини.

1 квітня 1992 року — відновився рух електричок (S-Bahn) між Берліном і Потсдамом.
- 1993 рік — рік святкування 1000-річчя Потсдама.
- 2001 рік — у Потсдамі проходить Всенімецьке шоу садів і квітникарства.
- 2005 рік — Потсдам висувався як кандидат на звання культурної столиці Європи. Відкрився Міський палац у стилі бароко, у якому знаходиться торговий центр.

### Новітня історія
Уряд НДР намагався стерти символи прусського мілітаризму. Багато історичних будівель, більшість із яких були сильно пошкоджені під час війни, було знесено. Після зведення Берлінської стіни Потсдам, розташований на південний захід від Берліна, опинився на кордоні з Західним Берліном. Це не тільки відрізало його від Західного Берліна, а й удвічі збільшило час у дорозі до Східного Берліна. Міст Глінік через Гафель з'єднав місто з Західним Берліном і опинився в центрі подій, пов'язаних з обміном шпигунами між Заходом і Сходом за часів холодної війни.
Після возз'єднання Німеччини Потсдам став столицею нещодавно знову створеної федеральної землі Бранденбург.

## Географія

### Клімат
Клімат Потсдама класифікується як помірний морський (Cfb за класифікацією Кеппена).
| Клімат Потсдама (1961—1990)                                                                                             | Клімат Потсдама (1961—1990) | Клімат Потсдама (1961—1990) | Клімат Потсдама (1961—1990) | Клімат Потсдама (1961—1990) | Клімат Потсдама (1961—1990) | Клімат Потсдама (1961—1990) | Клімат Потсдама (1961—1990) | Клімат Потсдама (1961—1990) | Клімат Потсдама (1961—1990) | Клімат Потсдама (1961—1990) | Клімат Потсдама (1961—1990) | Клімат Потсдама (1961—1990) | Клімат Потсдама (1961—1990) |
| Показник | Січ.                        | Лют.                        | Бер.                        | Квіт.                       | Трав.                       | Черв.                       | Лип.                        | Серп.                       | Вер.                        | Жовт.                       | Лист.                       | Груд.                       | Рік                         |
| Абсолютний максимум, °C                                                                                                 | 13,6                        | 18,6                        | 25,7                        | 31,8                        | 32,5                        | 34,2                        | 36,3                        | 36,5                        | 32,9                        | 27,8                        | 21,2                        | 15,5                        | 36,5                        |
| Середній максимум, °C                                                                                                   | 1,7                         | 3,5                         | 8,1                         | 13,5                        | 19,1                        | 22,4                        | 23,6                        | 23,4                        | 19,2                        | 13,7                        | 7,1                         | 3,0                         | 13,2                        |
| Середня температура, °C                                                                                                 | −0,9                        | 0,2                         | 3,7                         | 8,0                         | 13,2                        | 16,6                        | 17,9                        | 17,5                        | 13,9                        | 9,4                         | 4,2                         | 0,7                         | 8,7                         |
| Середній мінімум, °C | −3,4                        | −2,7                        | 0,0                         | 3,4                         | 8,0                         | 11,5                        | 13,0                        | 12,7                        | 9,8                         | 6,0                         | 1,7                         | −1,7                        | 4,9                         |
| Абсолютний мінімум, °C                                                                                                  | −20,9                       | −19,9                       | −14                         | −5,8                        | −2,6                        | 2,2                         | 6,2                         | 5,4                         | 0,1                         | −3,5                        | −16,6                       | −24,5                       | −24,5                       |
| Середня кількість сонячних годин на місяць                                                                              | 47,1                        | 73,7                        | 124,2                       | 168,3                       | 226,9                       | 231,1                       | 231,9                       | 220,1                       | 161,3                       | 114,4                       | 54,0                        | 39,3                        | 1692,2                      |
| Норма опадів, мм | 44                          | 38                          | 38                          | 33                          | 56                          | 69                          | 52                          | 60                          | 46                          | 36                          | 47                          | 55                          | 585                         |
| Днів з опадами | 11                          | 8                           | 9                           | 9                           | 10                          | 10                          | 9                           | 9                           | 8                           | 7                           | 10                          | 12                          | 112                         |
| --- | --------------------------- | --------------------------- | --------------------------- | --------------------------- | --------------------------- | --------------------------- | --------------------------- | --------------------------- | --------------------------- | --------------------------- | --------------------------- | --------------------------- | --------------------------- |
| Джерело: Potsdam Climate Normals 1961–1990. National Oceanic and Atmospheric Administration. Процитовано 8 грудня 2015. |                             |                             |                             |                             |                             |                             |                             |                             |                             |                             |                             |                             |                             |

## Політика
Пост бургомістра і власний муніципалітет з'явилися в Потсдамі в XV ст. З 1809 року стали проводитися вибори в муніципалітет з обербургомістром на чолі. За часів нацистської Німеччини бургомістр обирався НСДАП, а муніципалітет розпущений. Після Другої світової війни міська влада в Потсдамі, як і по всій НДР, була на словах відтворена, але на ділі виборів не було до возз'єднання. Сьогодні муніципалітет — центральний адміністративний орган міста. Останні вибори до місцевих органів влади проводилися 26 жовтня 2003 р., наступні відбудуться у 2008 р. З 1950 р. по 1999 р. голова муніципалітету називався «міським президентом», у наш час[коли?] — голова муніципалітету. Бургомістр обирається в ході прямих виборів. На останніх виборах бургомістра, що відбулися 22 вересня 2002 р. жоден із кандидатів не отримав абсолютної більшості голосів, і останній тур виборів проводився між Яном Якобсом (СДПН) і Хансом-Юргеном Шарфенбергом (ПДС). Перемога дісталася Яну Якобсу з мінімальною перевагою голосів (50,1 %).

### Міста-побратими
- Ополе (Сілезія) (Польща), з 1973
- Мінськ (Білорусь)
- Калінінград (Росія), з 1993
- Бобіньї (Франція), з 1974
- Ювяскюля (Фінляндія), з 1985
- Бонн (Північний Рейн-Вестфалія), з 1988
- Перуджа (Італія), з 1990
- Су-Фоллс, Південна Дакота (США), з 1990
- Люцерн (Швейцарія), з 2002

## Наука і освіта
Потсдам — університетське місто. У 1991 р. був заснований університет землі Бранденбург. Його попередником була «Вища школа землі Бранденбург імені Карла Лібнехта», педагогічний інститут заснований в 1948 р., був одним із найважливіших в НДР.
Крім того, є коледж кіно і телебачення, заснований в 1954 в Бабельсберзі, головний центр німецького кіновиробництва з моменту заснування. Є також кілька дослідницьких центрів, у тому числі Суспільство Фраунхофера для прикладного дослідження полімерів та Інститут гравітаційної фізики Товариства імені Макса Планка (Інститут Альберта Ейнштейна).

## Визначні пам'ятки Потсдама

### Світова спадщина

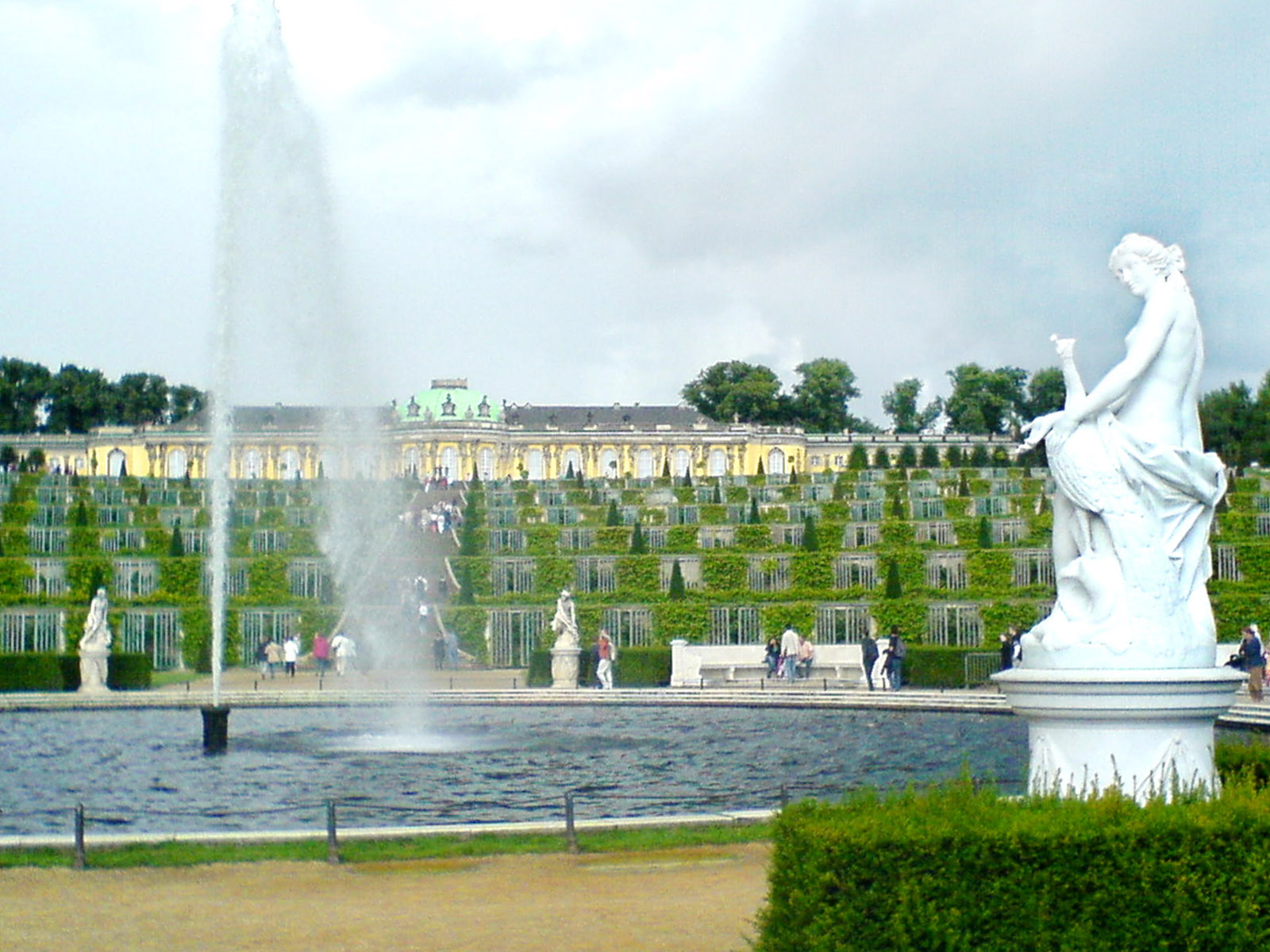
Виноградні тераси біля палацу Сан-Сусі

У 1990 році весь культурний ландшафт Потсдаму на підставі спільної заявки двох федеральних земель був внесений до Списку Світової спадщини ЮНЕСКО. З цього моменту парки Сан-Сусі, Новий сад, Бабельсберг, Глінік і Пфауенінзель разом зі своїми палацами отримали статус об'єктів Світової спадщини. 1992 року до них приєднався палац і парк Закров із церквою Спасителя в Закрові. 1999 року Світова спадщина в Потсдамі поповнилася ще 14 пам'ятниками, серед яких палац і парк Ліндштедт, російська колонія Олександрівка, Бельведер на Пфінгстберзі, Імператорський вокзал і обсерваторія в Бабельсберзькому парку. Світова спадщина в Потсдамі займає близько 500 га паркової площі, охоплює 150 споруд, побудованих у період з 1730 по 1916 рік. Берлінсько-потсдамський культурний ландшафт є найбільшим об'єктом Світової спадщини в Німеччині.

### Палаци і сади

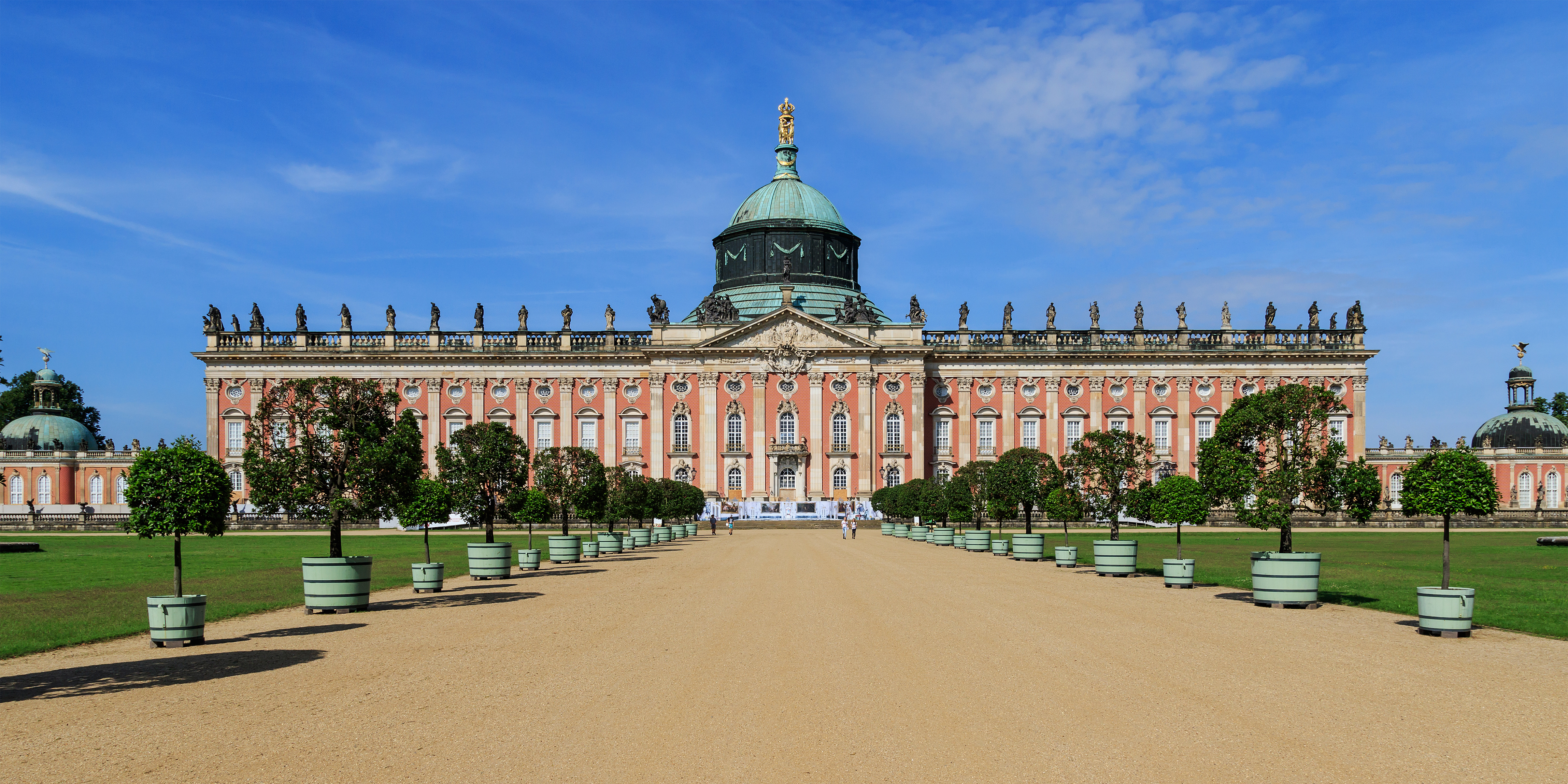
Барочний Новий палац — найбільший палац Потсдама

Сьогодні Потсдам насамперед знаний як місто палаців і садів. У берлінсько-потсдамському культурному ландшафті розташовується близько 20 палаців. Найвідомішою пам'яткою Потсдама і одночасно символом міста є палац Сан-Сусі з прилеглим до нього парком. Невеликий за розмірами літній палац у стилі рококо був побудований у 1745—1747 роках за ескізами прусського короля Фрідріха Великого. Розташування літнього палацу на південному заході міста-резиденції Потсдама наводить на паралель із Версалем у Парижі.

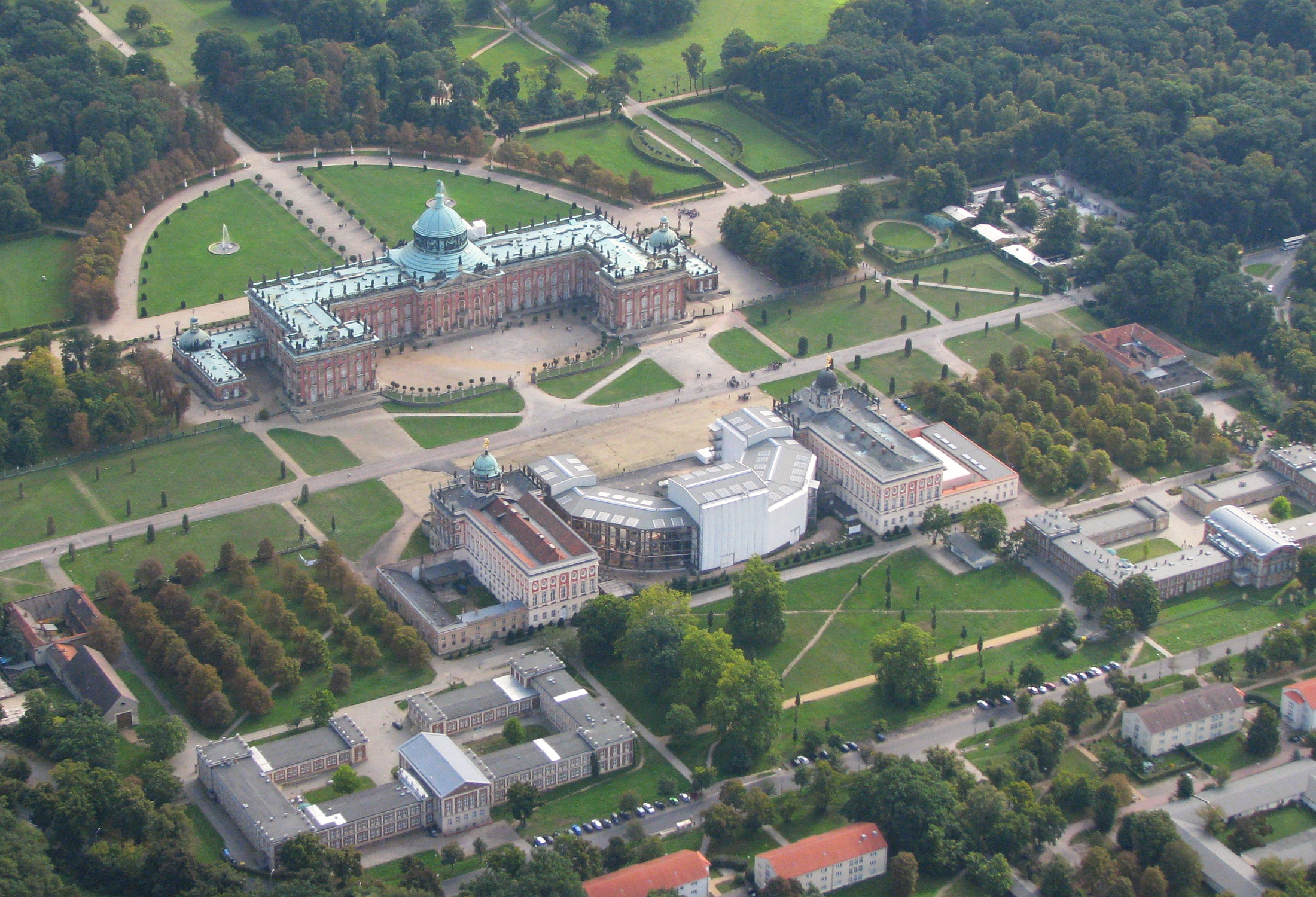
Новий палац у західній частині парку Сан-Сусі

Новий палац — найбільший палац міста Потсдаму. Він розташовується в західній частині парку Сан-Сусі. Його будівництво почалося після закінчення Семирічної війни у 1763 році і завершилося в 1769 році. Новий палац вважається останнім значущим палацовою спорудою у стилі прусського бароко. Фрідріх припускав використовувати його суто в представницьких цілях, у розпорядженні короля для цього у палаці було понад 200 приміщень, чотири парадних залу і театр у стилі рококо. Понад 400 статуй античних богів прикрашають фасад і балюстраду на даху палацу. За свої розміри і багатий декор Фрідріх Великий називав палац фанфаронадою.
Оранжерейний палац на пагорбах між Клаусбергом і палацом Сан-Сусі був побудований за Фрідріха-Вільгельма IV в 1851—1864 роках. Зведення палацу було частиною масштабного проєкту Тріумфальної вулиці, яка повинна була починатися від тріумфальних воріт і закінчуватися у Бельведера на Клаусберзі. Цей проєкт так і не був здійснений внаслідок політичних заворушень Березневої революції і браку фінансування. Оранжерейний палац був побудований у стилі італійського ренесансу за подобою вілли Медічі в Римі і Уффіці під Флоренцією.
У Потсдамському Новому саду, безпосередньо на березі Святого озера в 1787—1792 роках при королі Фрідріху-Вільгельму II був побудований Мармуровий палац. Архітектор Карл фон Гонтард, а з 1789 року Карл Готтгард Лангганс збудували палац у стилі класицизму. Квадратний в основі двоповерховий палац був побудований із червоної цегли. Плоский дах кубічного палацу прикрашає ротонда, з якої відкриваються чудові види, у тому числі на Пфауенінзель.
Найвідомішим із семи парків Потсдаму є парк Сан-Сусі. За наказом Фрідріха Великого у 1744 році були закладені тераси виноградників. Головна алея парку завдовжки 2,5 км зв'язує палац Сан-Сусі з Новим палацом. Парк Сан-Сусі багатий пам'ятками. Крім палаців, павільйонів, храмів і скульптур на його території також розмістився ботанічний сад та історичний млин.

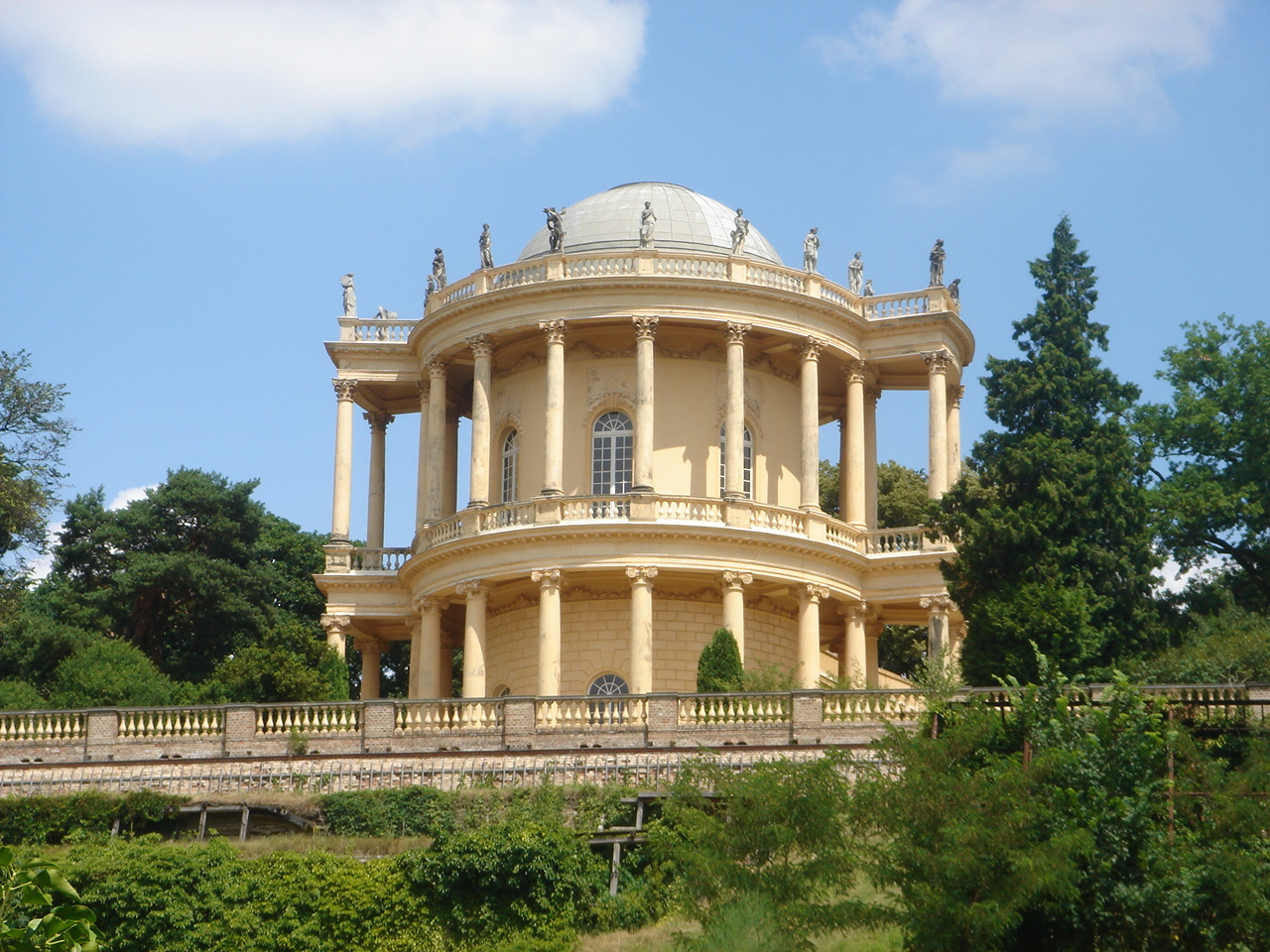
Бельведер на Клаусберзі, на північ від парку Сан-Сусі

Новий сад був закладений в 1787 році. Згідно з духом часу він відбивав сучасні тенденції садової архітектури і відрізнявся від барокового парку Сан-Сусі, у його оформленні відчувається виражений ландшафтний характер. Дерева і чагарники не підстригалися, а зберігали природну форму. Найвідоміші споруди Нового саду — палац Цецилієнгоф і Мармуровий палац, невелика піраміда, сфінкс у єгипетському порталі оранжереї і обеліск.
Оформленням парку Бабельсберг займалися Петер Йозеф Ленне і князь Герман фон Пюклер-Мускау. Горбиста місцевість біля річки Гафель була перетворена на парк в 1833 році. На його території, крім двох палаців розташована вежа Флатов заввишки 46 м, з якої відкривається чудовий вигляд на місто. Важкі часи для парку Бабельсберг настали після зведення Берлінської стіни в 1961 році. Парк виявився в закритій прикордонній зоні і опинився в запущеному стані. У наш час[коли?] парк Бабельсберг повернув собі колишню красу і відкритий для відвідувачів. У парку розташований кампус Потсдамського університету.
Острів Дружби розташований у центрі міста. Свою назву він отримав майже 150 років тому завдяки Гостиному двору, який розташовувся там. За пропозицією садівника і філософа Карла Ферстера в 1938—1940 роках тут була створена перша постійна садівнича виставка зимостійких квіткових чагарників, папороті і рослин. Найдавніший сад Потсдама — Люстгартен, який був закладений в 1660 році при Великому курфюрсті перед потсдамським Міським палацом. 2001 року Люстгартен був відновлений у сучасній формі. Дикий парк Потсдама, який називали «забутим садом Ленне», був закладений в 1843 році, його площа становить 875 га. Вхід до нього знаходиться біля залізничної станції Потсдам-Сан-Сусі, відомої своїм Імператорським вокзалом. Народний парк Потсдама — найновіший парк міста. Він був відкритий у 2001 році на колишній території військового призначення. У Народному парку знаходиться Потсдамська Біосфера — тропічний сад у теплиці, розрахованої на 20 000 рослин.

### Квартали і площі

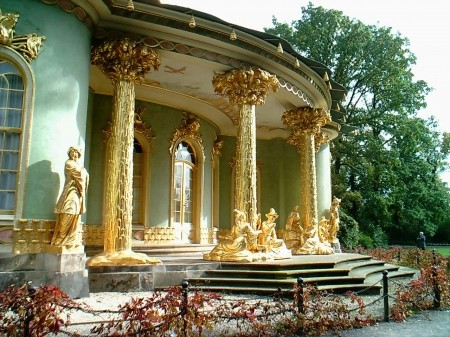
Чайний будиночок у парку Сан-Сусі

Європейський вигляд, який Потсдам придбав, ставши містом-резиденцією, знайшов своє відображення як у культурі, так і архітектурі. Поряд з спорудами в різноманітних архітектурних стилях і різних історичних епох у Потсдамі можна виявити типові житлові будинки голландців і росіян, які будувалися для переселенців із цих країн. Смаки свого часу відображають екзотичні будівлі, як, наприклад, китайський будиночок XVIII століття або швейцарські будинки в Клайн-Глінік, побудовані в XIX столітті. У норвезькому стилі була побудована матроська станція Kongsnaes (здебільшого зруйнована в 1945 році), а в англійському сільському стилі — палац Цецилієнгоф у Новому саду. Попри більш ніж тисячолітню історію міста, у Потсдамі не збереглося середньовічних будівель. Місцеві правителі у своїх амбітних архітектурних проєктах демонстрували пристрасть до нововведень культури і технічного розвитку.
Щоб залучити в місто голландських ремісників, за наказом «короля-солдата» Фрідріха-Вільгельма I в 1733—1740 роках був побудований голландський квартал. Роботи здійснювалися під керівництвом одного з перших переселенців, архітектора Яна Баумана. У розташованому в центрі міста кварталі розмістилося 134 будинки з червоної цегли, розділених двома вулицями на чотири блоки. Квартал обмежують Науенські ворота і церква Петра і Павла.
У північній частині міста в 1826—1827 роках була побудована російська колонія Олександрівка для останніх дванадцяти співаків російського хору. Петер Йозеф Ленне надав селищу форму іподрому з андріївським хрестом всередині. На знак дружніх відносин, які пов'язували Гогенцоллернів із Романовими, селище було назване на честь померлого в 1825 році царя Олександра I. Селище складається з тринадцяти фахверкових будинків. Зовнішні стіни окремо розташованих одно- і двоповерхових будинків із фронтонами оббиті деревом, щоб нагадувати російські хати. Поблизу російського селища на горі Капелленберг знаходиться побудований для колоністів Олександро-Невський храм.
Розташований у Бабельсберзі Ткацький квартал Новавес і місцева церква Фрідріхскірхе в його центрі були побудовані за наказом Фрідріха Великого у 1751 році для богемських протестантів. Фрідріх II звільнив релігійних біженців від податків і надав свободу віросповідання. Король наказав посадити ліщину, деревина якої використовувалася у виробництві рушниць. Починаючи з 1780 року з'явилися посадки шовковичного дерева для шовківництва.
Історичний центр міста — Старий ринок. Тут були зведені Міський палац, церква Св. Миколая, Люстгартен і Стара ратуша. За часів НДР тут також з'явилися висотна будівля готелю «Меркур», будівля Вищої спеціальної школи Потсдама і музей кіно. На місці знесеного Міського палацу заплановано звести нову будівлю Бранденбургського ландтагу.
Новий ринок Потсдама, що з'явився в XVII—XVIII століттях, — одна з чудово збережених барокових площ Європи. У південно-західній частині площі розташована колишня будівля каретного двору, а нині Будинок Бранденбургсько-прусської історії. Кабінетхаус на Новому ринку був міським палацом, у цій будівлі народилися майбутній король Фрідріх-Вільгельм III і Вільгельм фон Гумбольдт. У будинках на Новому ринку зараз розташовується ряд установ культури і науки.
Площа Луізенплац з'єднує пішохідну зону Бранденбурзької вулиці з алеєю біля входу в парк Сан-Сусі зі знаменитими зеленими ґратами. Зелені насадження та оформлення площі в середині XIX століття були доручені Петеру Йозефу Ленне, який спорудив у центрі Луізенплац фонтан. У 1930-ті роки площа була заасфальтована, а замість скверу з'явилася парковка. З 1770 року Луізенплац і Бранденбурзьку вулицю поділяють Бранденбурзькі ворота.

### Міські ворота

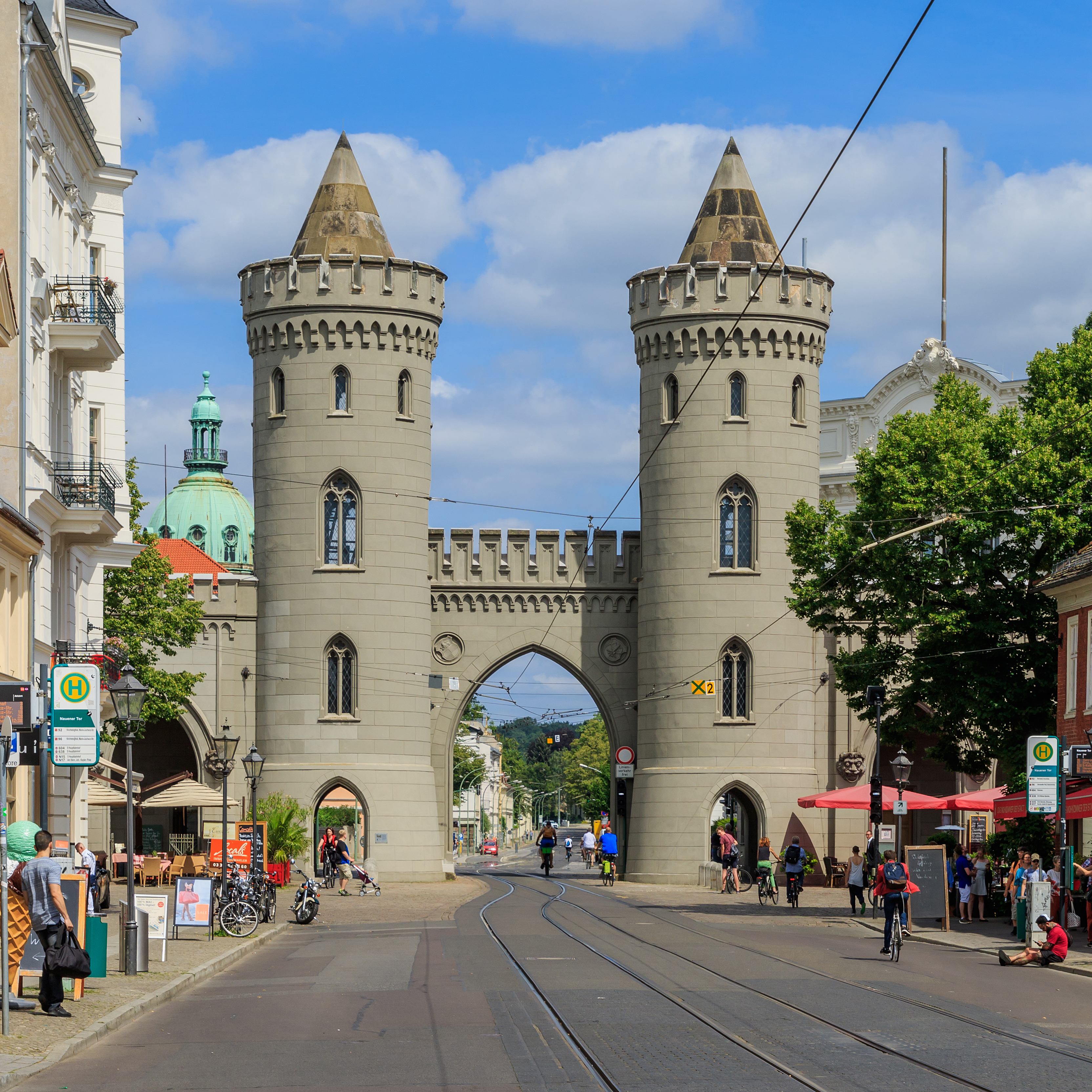
Вид на неоготичні Науенські ворота

Гарнізонне місто, Потсдам був оточений міською стіною, яка служила не для його захисту, а переважно для запобігання дезертирства солдат та контрабанди товарів. Міська стіна з'єднувала міські ворота, з яких досі збереглося троє: малі Бранденбурзькі ворота, Науенські ворота і Мисливські ворота. Втрачені Тельтовські ворота знаходилися на південно-східній стороні Довгого мосту. Берлінські ворота були майже повністю зруйновані в 1945 році, збереглася лише одна бічна стіна. Від Нейштедтских воріт залишився один єдиний обеліск.
Бранденбурзькі ворота Потсдама у своїй нинішній формі були побудовані в 1770 році за наказом Фрідріха II. Після закінчення Семирічної війни старі ворота на цьому місці були знесені і замінені новим монументальною спорудою, що нагадував про перемогу. Зразком для них послужила арка Костянтина в Римі. У Потсдамських Бранденбурзьких воріт було два архітектори, а тому й дві особи. Карл фон Гонтард створив проєкт фасаду, зверненого до міста, а його учень Георг Християн Унгер — зовнішнього фасаду. Найдавніші зі збережених воріт Потсдама — Мисливські. Вони були зведені в 1733 році, як північний вхід до міста. За ними розташовувався курфюршеський мисливський двір, що дав назву воріт. Більші Науенські ворота датуються 1755 роком і являють собою один із перших зразків англійської неоготичного впливу на європейському континенті. Площа перед Науенскими воротами сьогодні заповнена кафе, ресторанами і барами і стала відомим місцем зустрічі потсдамців та гостей столиці Бранденбурга. Трамвайні колії проходять безпосередньо через ворота.

### Зібрання живопису

Караваджо. Невіра святого Хоми. Новий палац. Потсдам

Потсдам володіє багатими колекціями образотворчого мистецтва, які демонструються в Потсдамських палацах. У Сан-Сусі відкрита картинна галерея, побудована за замовленням короля Фрідріха II в 1755—1764 роках. Вона розташована на схід від палацу і вважається найстарішим зі збережених окремо розташованих княжих музейних будівель у Німеччині. Зал галереї славиться розкішшю оздоблення з позолотою склепінчастої стелі. Уславлвну частину експозиції займають твори живопису доби бароко, маньеризму і ренесансу. У галереї Сан-Сусі представлені такі відомі італійські, голландські й фламандські художники, як — Лоренцо Лотто, Караваджо, Джорджо Вазарі, Тінторетто Ніколо Реньєрі, Пітер Пауль Рубенс, Антоніс ван Дейк, Рембрандт Антуан Ватто.
Частина фондів галереї була передана в 1830 році у щойно відкритий берлінський Старий музей. Під час Другої світової війни колекція живопису з Сан-Сусі була перевезена у палац Райнсберг. Лише в 1958 році більша частина трофейного мистецтва була повернута з СРСР у соціалістичну НДР.

## Транспорт

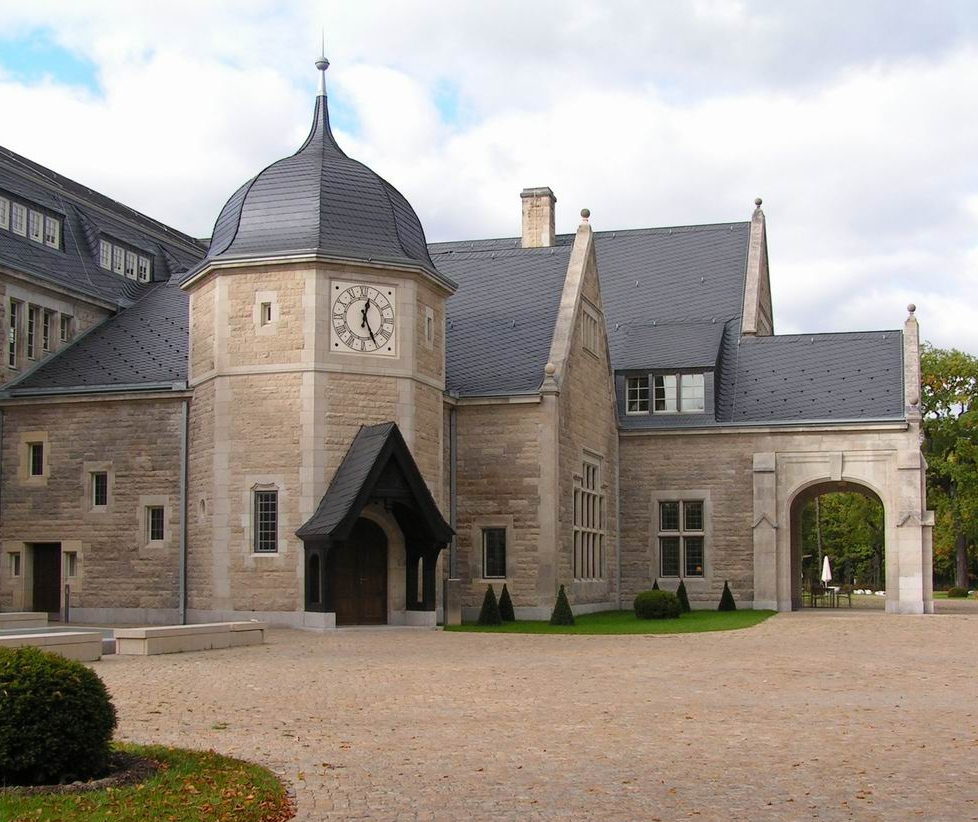
Будівля Кайзербангоф

### Залізничний транспорт
Потсдам, включений до тарифної зони «C» (нім. Tarifbereich C)

зони громадського транспорту Берліна та тарифних зон A і B його власної зони громадського транспорту, обслуговується лінією S7 S -Bahn. Провідні залізничні станції, що обслуговують місто:
- Потсдам-Грибніцзее[en]
- Потсдам-Бабельсберг[en]
- Потсдам-Головний.

Другорядні залізничні станції:
- Потсдам-Шарлоттенгоф[en]
- Потсдам-Парк-Сансусі[en] (включаючи монументальний Кайзербангоф)
- Потсдам-Медінштадт-Бабельсберг[en]
- Потсдам-Ребрюкке[en]
- Піршхайде[en]
- Марквардт[en].

У місті також діє трамвайна мережа завдовжки 27 км.

### Автомобільний транспорт
Потсдам обслуговує кілька автомагістралей: A 10, більш знана як Берлінська кільцева дорога та A 115. Потсдам має мережу міських і приміських автобусів.

## Пам'ятки

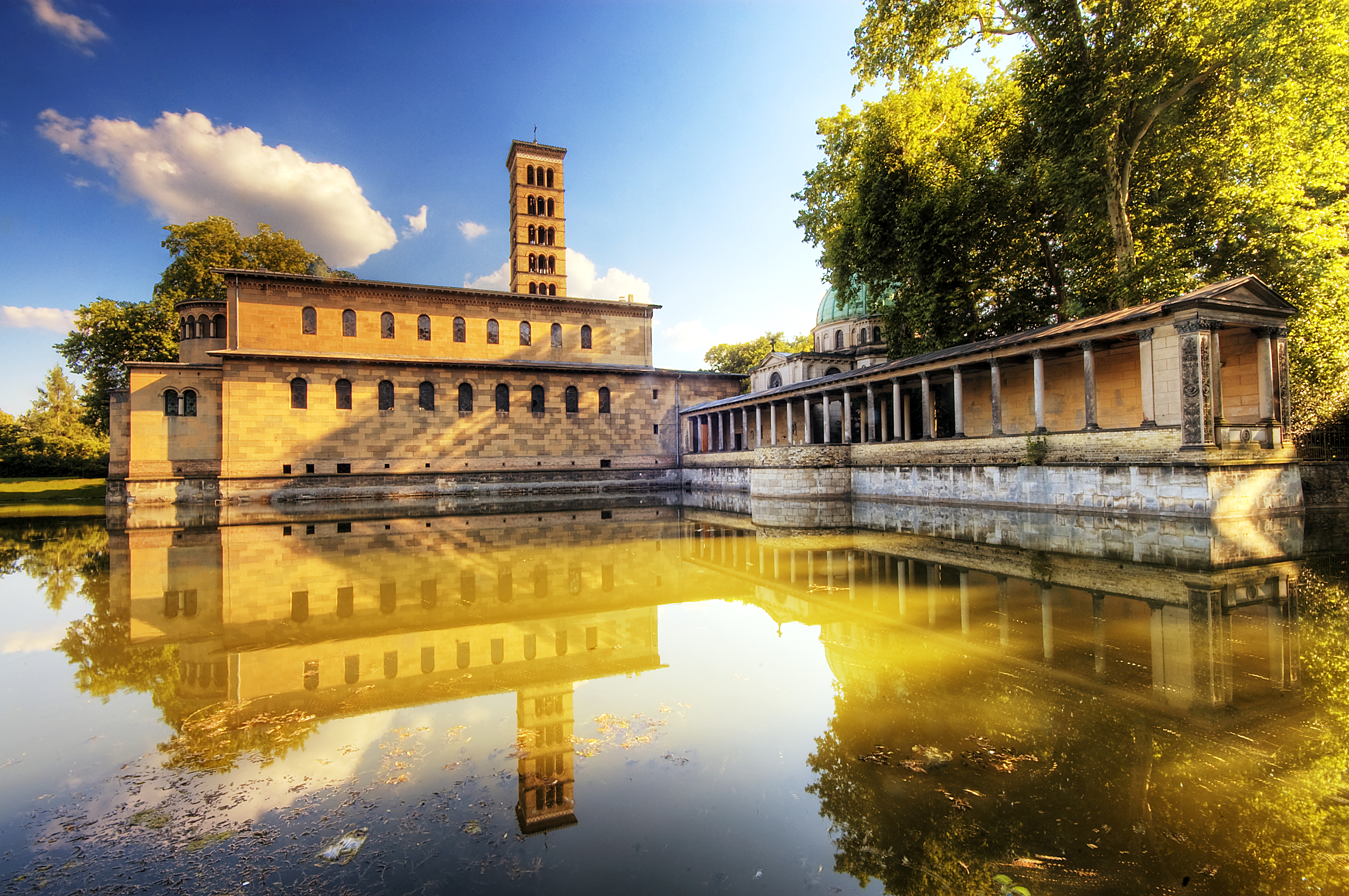
Церква Миру (1854)
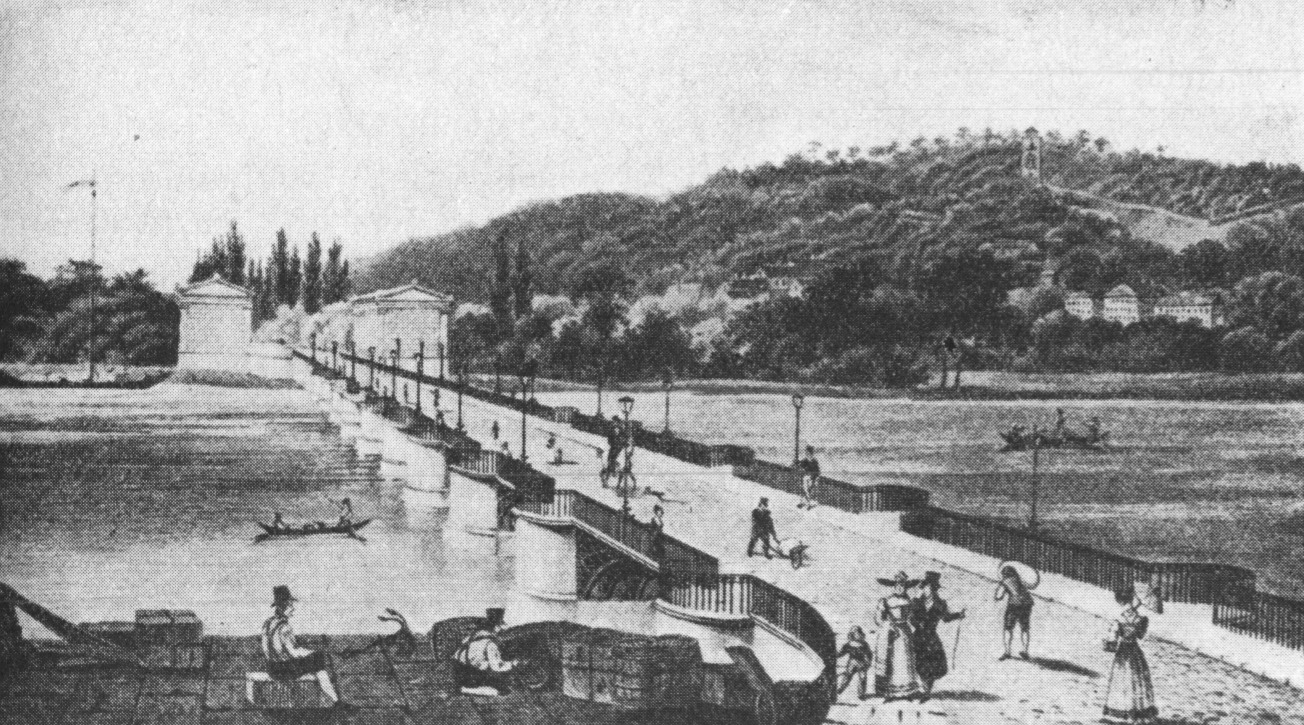
Тельтовські ворота
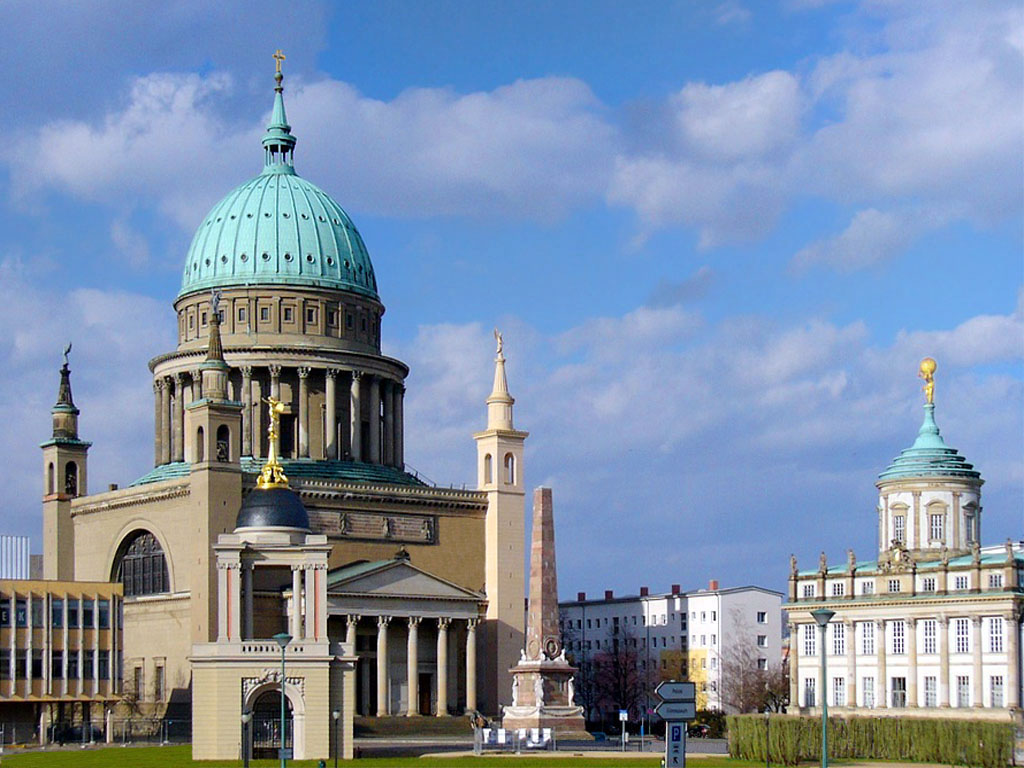
Площа Старий ринок
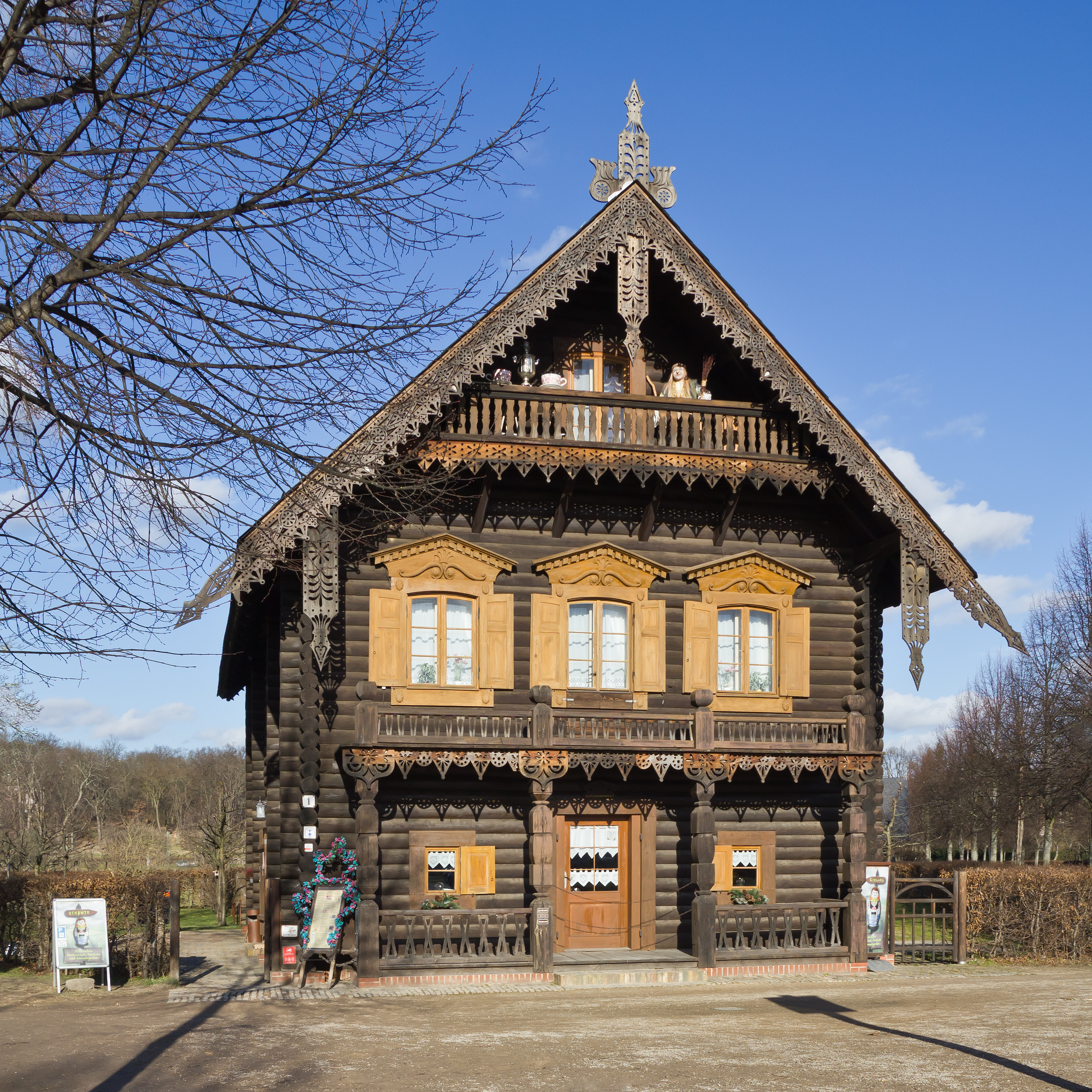
Російська колонія Олександрівка
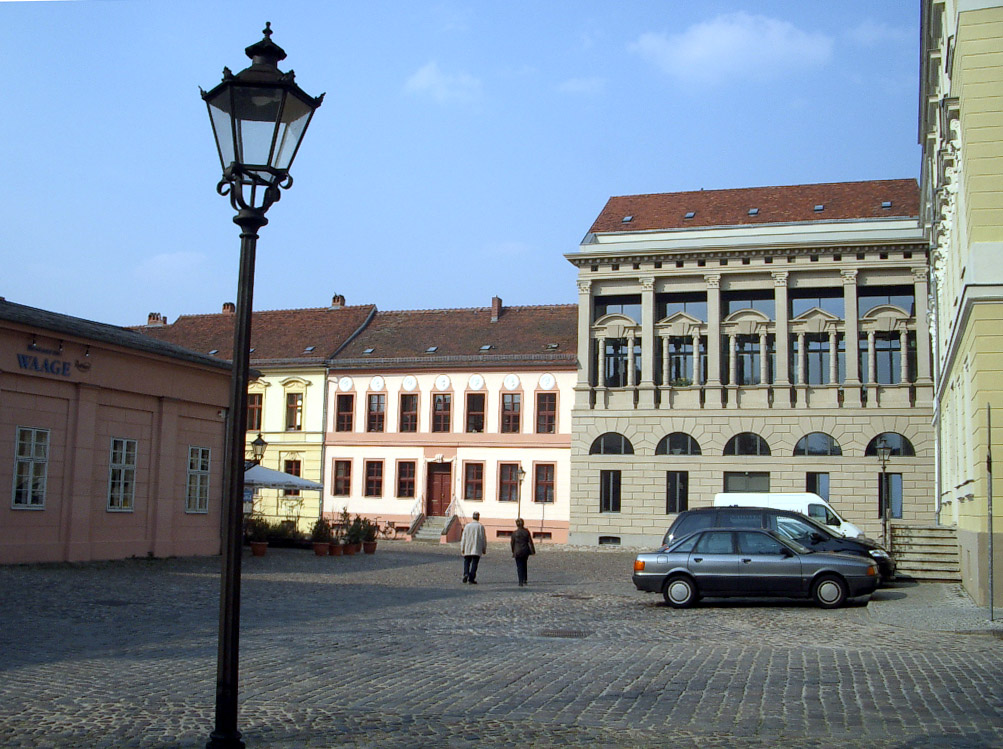
Новий ринок
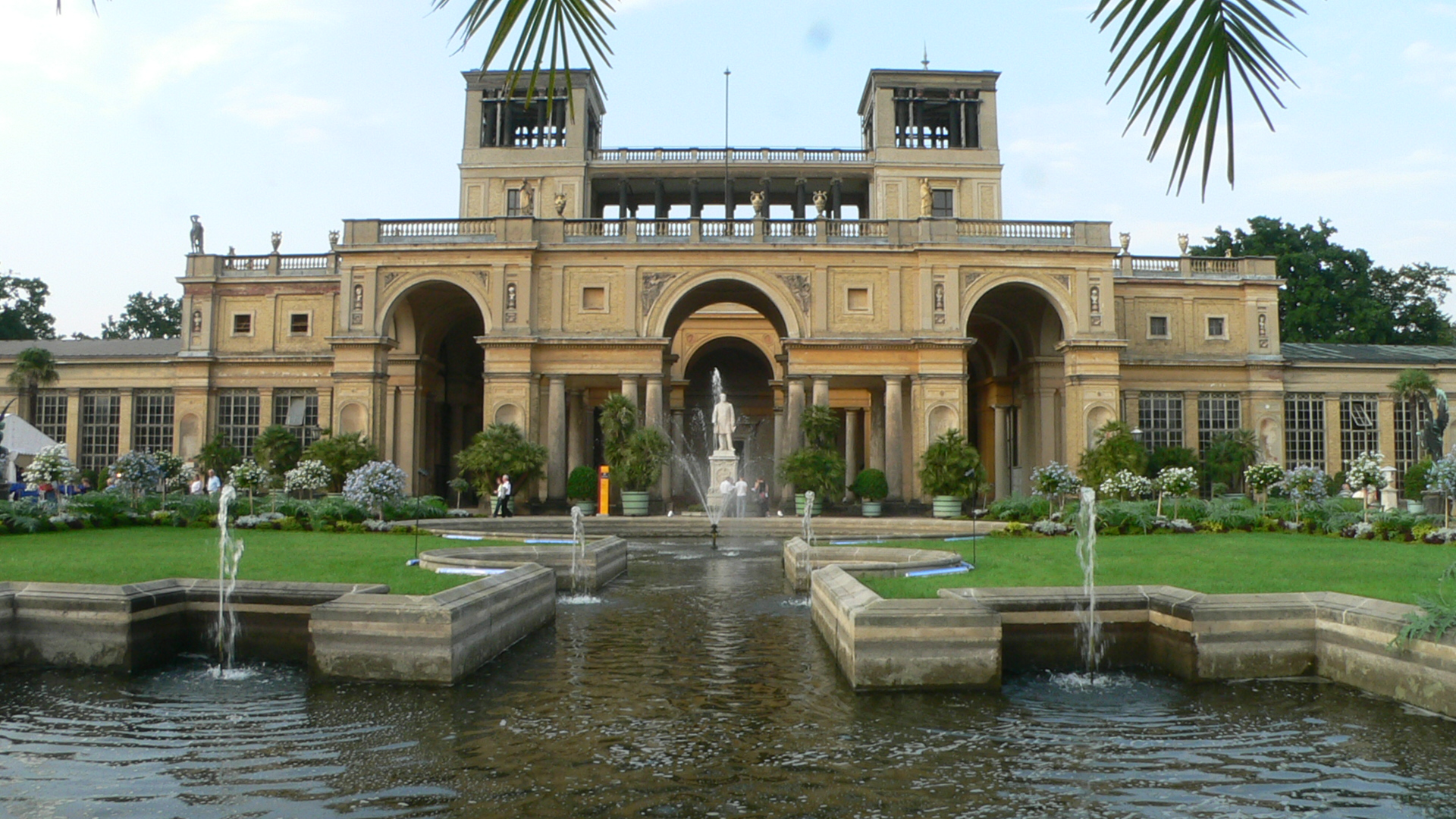
Палац-оранжерея в стилі італійського Ренесансу
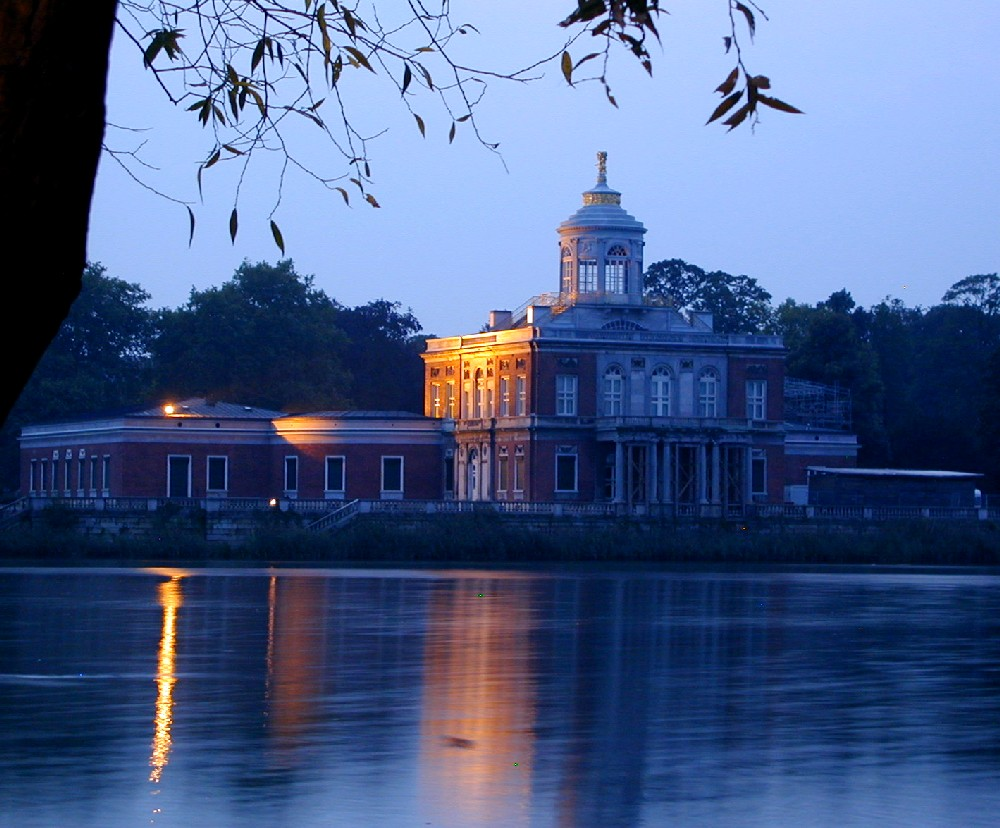
Мармуровий палац
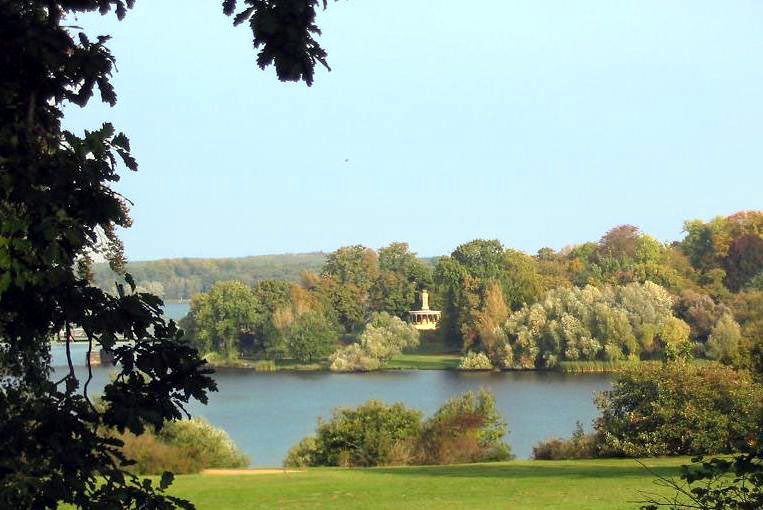
Вид із парку Бабельсберг
Озеро біля Потсдама

## Відомі люди
- Фрідріх Вільгельм фон Біссінг (1873—1956) — німецький єгиптолог, археолог.
- Ларсон (1977—2015) — співак.
- Михайло Грабовський (*1984) — білоруський хокеїст.
- Вольфганг Йооп (*1944) — німецький модельєр.
- Герман Казак (1896—1966) — німецький письменник.
- Аркадій Гупало (1965) — український дипломат.
- Матвєєв Дмитро Миколайович (1953—2018) — радянський і російський актор кіно та дубляжу.
- Марчук Олександр Григорович (1988—2014) — лейтенант збройних сил України, учасник російсько-української війни.
- Дрозд Євген Онуфрійович (*1947) — білоруський письменник-фантаст.